# Museum Engelandvaarders
Het Museum Engelandvaarders aan de Bosweg 15 in de Zuid-Hollandse plaats Noordwijk is een Nederlands museum gewijd aan de Engelandvaart: de oversteek vanuit bezet Nederland naar Engeland tijdens de Tweede Wereldoorlog en de activiteiten van de Engelandvaarders bij de luchtmacht, marine, Prinses Irene Brigade, koopvaardij of als geheim agent. Het museum werd op 4 september 2015 door koning Willem-Alexander geopend.

## Locatie
Het museum bevindt zich in een voormalige munitiebunker die tijdens de Tweede Wereldoorlog deel uitmaakte van de Atlantikwall. Na enige decennia te hebben gediend als opslagplaats voor kunstobjecten van het Museum Volkenkunde in Leiden was van 2004 tot oktober 2014 het Atlantikwall Museum Noordwijk in de bunker gevestigd. Dit museum verhuisde in oktober 2014 naar een ruimere behuizing in hetzelfde bunkercomplex.
Het eerste initiatief tot oprichting van een museum over de Engelandvaarders werd in 2010 genomen door Vereniging Erfgoed Leidschendam. In het blad van deze historische vereniging waren tussen 2003 en 2009 artikelen verschenen van de hand van bestuurslid Jos Teunissen en Sierk Plantinga (hoofdconservator bij het Nationaal Archief) over de relatie tussen de in Leidschendam gelegen Van Ravesteijnwerf en het netwerk van verzetsman ir. Anton Schrader en schipper Kees Koole. Op de werf werden in het geheim bootjes voor de Engelandvaart zo zeewaardig mogelijk gemaakt en voorzien van een zegel van het Rijksbureau voor de Voedselvoorziening, waar Schrader werkte. Met Engelandvaarders verborgen in het ruim van zijn 'Nooit Volmaakt' kon Koole dankzij vergunningen die hij van Schrader kreeg zonder problemen het Haringvliet bereiken. Daar aangekomen stapten de Engelandvaarders in het bootje en gingen ze op weg naar Engeland.  
De gemeente Leidschendam-Voorburg stelde aanvankelijk fondsen in het vooruitzicht om in Leidschendam een museum over de Engelandvaart te vestigen. In 2011 werd Engelandvaarder Eddy Jonker door Teunissen gevraagd aan het project mee te werken. Toen de gemeente Leidschendam-Voorburg het financieel liet afweten, richtte het duo Jonker/Teunissen zich op Noordwijk. In de zomer van 2012 vonden besprekingen plaats met de Stichting Atlantikwall Museum Noordwijk. Op 5 juli 2013 richtten Erfgoed Leidschendam-voorzitter Hans Grootenhuis, Eddy Jonker, Jos Teunissen en Atlantikwallmuseum-voorzitter Victor Salman de Stichting Museum Engelandvaarders op. Salman maakte vervolgens in Noordwijk de weg vrij voor de komst van het Museum Engelandvaarders.
Het museum is gerealiseerd met steun van onder andere het Nationaal Comité 4 en 5 mei, het Nederlands Instituut voor Oorlogs-, Holocaust- en Genocidestudies, het Nederlands Instituut voor Militaire Historie en het Nationaal Archief. Het werd in het eerste jaar door ruim 7.000 mensen bezocht, in 2023 telde het ruim 12.000 bezoekers.

## Tentoonstelling
Het museum laat de geschiedenis zien van de Engelandvaart. Ongeveer 2.700 Nederlanders ondernamen een gevaarlijke tocht naar Engeland om zich daarna in te zetten voor de geallieerde oorlogvoering tegen nazi-Duitsland en Japan. Zij probeerden rechtstreeks over de Noordzee naar Engeland te gaan of via routes door Zuid-Europa of Zweden. Ruim 1.800 bereikten hun doel. Het museum besteedt ook aandacht aan de activiteiten van de Engelandvaarders na aankomst in Engeland bij de geallieerde strijdmacht.
In het museum kan veel informatie worden opgevraagd via audiovisuele schermen. Ook is er een databank waarin het verhaal van elke Engelandvaarder wordt belicht. Als een aparte categorie worden ook de Nederlandse militairen getoond die in het zicht van de capitulatie naar Engeland uitweken (zij zijn formeel geen Engelandvaarders). Met de databank beoogt het museum het kenniscentrum in Nederland over de Engelandvaart '40-'45 te zijn.  